# 2006년 2월
| 2006년: 1월 · 2월 · 3월 · 4월 · 5월 · 6월 · 7월 · 8월 · 9월 · 10월 · 11월 · 12월 |

| <          | 2006년 2월 | 2006년 2월  | 2006년 2월 | 2006년 2월 | 2006년 2월 | >          |
| 일         | 월         | 화          | 수         | 목         | 금         | 토         |
|            |            |             | 1 1.4 신유 | 2 5 임술   | 3 6 계해   | 4 7 갑자   |
| 5 8 을축   | 6 9 병인   | 7 10 정묘   | 8 11 무진  | 9 12 기사  | 10 13 경오 | 11 14 신미 |
| 12 15 임신 | 13 16 계유 | 14 17 갑술  | 15 18 을해 | 16 19 병자 | 17 20 정축 | 18 21 무인 |
| 19 22 기묘 | 20 23 경진 | 21 24 신사  | 22 25 임오 | 23 26 계미 | 24 27 갑신 | 25 28 을유 |
| 26 29 병술 | 27 30 정해 | 28 2.1 무자 |            |            |            |            |

| - 2월 26일 - 이규태 편집하기 |

## 2006년2월 27일
- 한나라당 사무총장인 최연희 의원이 동아일보 여기자 성추행 사건과 관련하여 모든 당직을 사퇴했다.
- 민주노동당과 노동조합에서 반대해 온 비정규직법안이 국회 환경노동위원회 전체회의에서 전격 통과됐다.
- 행정자치부는 전두환, 노태우 전 대통령 등 12·12 군사 반란과 5.18 광주 민주화 운동 진압관련자 61명에 대해 훈장을 박탈하기로 했다.
- 천수이볜 중화민국 총통이 국가통일위원회와 국가통일강령을 사실상 폐지하자 제1야당인 국민당이 총통 탄핵안을 제출할 것이라고 선언했다.

## 2006년2월 26일
- 미국 "인구통계국"은 세계인구시계 기준으로 세계 인구가 65억 명을 돌파했다고 발표했다.
- 제20회 토리노 동계 올림픽 :
  - 쇼트트랙 남자 5,000 m 계주 결승에서 대한민국의 안현수, 이호석, 서호진, 송석우가 금메달을 획득했다.
  - 쇼트트랙 남자 500 m 결승에서 안현수가 동메달을 획득했다.
  - 쇼트트랙 여자 1,000 m 결승에서 진선유가 금메달을 획득했다.

## 2006년2월 25일
- 우간다 선거관리위원회는 지난 2월 23일 실시된 대통령 선거에서 요웨리 무세베니 현 대통령이 압도적인 표 차이로 당선됐다고 발표했다.

## 2006년2월 24일
- 필리핀 글로리아 마카파갈-아로요 대통령은 국가 비상사태를 선언했다.
- 친족의 부정축재로 사임요구를 받아온 타이의 탁신 친나왓 총리가 의회 해산과 4월 2일 조기 총선을 선언했다.

## 2006년2월 23일
- 우정사업본부는 빠른우편을 오는 3월 1일부터 중단하기로 발표하였다. 대신, 접수 다음날 배달해주는 익일특급을 신설하고 건당 1810원의 요금으로 서비스한다.
- 로마켓은 리니지 명의도용 사건 피해자들이 엔씨소프트를 상대로 집단 손해배상 청구소송을 추진키로 했다고 밝혔다.

## 2006년2월 22일
- 일본 시마네현에서 다케시마의 날을 강행한다.
- 교황 베네딕토 16세는 한국천주교 서울대교구장 정진석 대주교를 추기경으로 임명했다.
- 인터넷 언론 브레이크뉴스가 "한나라당 전여옥 의원이 김대중 전(前)대통령을 치매에 걸린 노인으로 표현한 발언을 했다"고 보도함으로써 정치권에 파문을 일으켰다.
- 제20회 토리노 동계 올림픽에서 쇼트트랙 여자 단체 3,000 m 종목에서 대한민국의 최은경, 변천사, 진선유, 강윤미, 전다혜 선수가 금메달을 획득하였다.

## 2006년2월 21일
- 안익태의 미공개 악보인 교향시 마요르카와 포르멘토르의 로피가 공개되었다.
- 청주 등지에서 37차례 이상 성폭행과 강절도 행각을 벌여온 양성우(30세)를 검거하였다.

## 2006년2월 20일
- 한나라당과 자민련이 합당하기로 하였다.
- 김대중 전(前)대통령이 당초 4월에 방북하려던 계획을 5.31 지방선거를 앞둔 여권의 선거전략에 따른 것 아니냐는 문제 제기에 따라 6월로 연기한다고 공식 발표했다.
- 오스트리아 법원은 홀로코스트(유대인 대학살)를 부인한 혐의로 기소된 영국 역사학자 데이비드 어빙에 대해 3년 징역형을 선고했다.
- 서울 용산구 용문동에서 허 모(당시 11세)양을 성추행 및 살해, 유기한 혐의로 김장호(53세)와 김범진(26세) 부자를 검거하였다.

## 2006년2월 18일
- 열린우리당은 전당대회를 통해 정동영, 김근태, 김두관, 김혁규, 조배숙을 최고위원으로 선출하고 최다득표자인 정동영을 당의장으로 선출했다.
- 제20회 토리노 동계 올림픽 :
  - 쇼트트랙 1,000 m 종목에서 안현수 선수와 이호석 선수가 금메달과 은메달을 획득했다.
  - 쇼트트랙 여자 1,500 m 종목에서 진선유 선수와 최은경 선수가 금메달과 은메달을 획득했다.

## 2006년2월 17일
- 필리핀 레이테 섬에서 산사태가 발생해 많은 인명 피해가 발생하였다.

## 2006년2월 14일
- 반기문 외교통상부 장관이 차기 유엔 사무총장에 출마한다고 공식 선언했다.

## 2006년2월 13일
- 제20회 토리노 동계 올림픽에서 이강석선수가 스피드 스케이팅 500 m 종목 동메달을 획득했다.

## 2006년2월 12일
- 제20회 토리노 동계 올림픽 쇼트트랙 1,500 m 종목에서 안현수 선수와 이호석 선수가 금메달과 은메달을 획득했다.

## 2006년2월 11일
- 영화 《왕의 남자》가 1000만 관객을 기록했다.
- 열린우리당 신계륜의원이 대법원에서 정치자금법 위반 혐의에 대해 징역8월, 집행유예 2년형을 확정받아 의원직을 상실했다.

## 2006년2월 10일
- 민주노동당은 1월에 실시한 최고위원 선거에서 11명의 최고위원 중 대표만 과반 득표자를 내지 못함에 따라 근소한 차로 1·2위를 차지했던 문성현, 조승수 두 후보를 상대로 지난 6일부터 10일까지 결선투표를 실시하여 새 대표에 문성현후보를 선출하였다.
- 이탈리아 토리노에서 2006년 동계 올림픽이 개막되었다.

## 2006년2월 9일
- 서울중앙지법은 혈액관리를 엉망으로 해 수혈한 환자들이 간염에 걸리도록 한 혐의로 불구속기소된 전·현직 혈액원장 등 25명 가운데 19명에게 벌금형을 선고했다.
- 보건복지부와 건강보험심사평가원은 감기와 인후염 등 급성상기도감염 환자에 대한 종합전문병원과 병·의원 등 전국 의료기관의 2005년 3분기 항생제 처방률을 공개했다.
- 대한민국 축구팀이 미국에서 LA갤럭시와의 경기에서 3:0으로 이겼다.

## 2006년2월 8일
- 이영훈, 김일영 등 보수 우익진영의 학자들이, 1979년 첫 출간된 이래 80년대 대학생 및 지식인층에 큰 영향을 주었던 《해방전후사의 인식》을 비판하는 논문을 모아서 《해방전후사의 재인식》을 출간됐다.
- 동국대학교 이사회는 국가보안법 위반 혐의로 불구속 기소된 강정구 교수를 직위해제키로 최종 결정하였다.
- 윌란스 포스텐 무함마드 만평 논란
  - 아프가니스탄에서 미군기지에 진입을 시도하는 수백 명의 시위자들에게 발포를 하여 4명이 죽고 11명이 부상했다.

## 2006년2월 7일
- 삼성그룹은 이건희 회장 일가의 사재 8천억 원을 "조건없이" 사회에 환원하고 기존에 해왔던 사회공헌 활동도 규모를 대폭 확대하기로 했으며 "증여세" 및 "공정거래법" 관련 소송도 취하하기로 했다고 발표했다.

## 2006년2월 5일
- 유럽 및 서구 언론의 윌란스 포스텐 무함마드 만평 논란 게재로 이슬람권의 항의가 계속되고 있는 가운데 튀르키예에서 가톨릭 신부가 10대 소년에게 피격당해 숨졌다.
- 외교통상부의 외교문서 공개를 통해 김대중 납치사건이 진상규명이 아닌 정치적으로 해결하자는 쪽으로 한국과 일본이 의견을 모았던 사실이 밝혀졌다.

## 2006년2월 4일
- 필리핀 마닐라의 한 경기장에서 압사사고가 발생, 88명이 숨지고 280여 명이 다쳤다.
- 국제원자력기구(IAEA) 특별이사회는 이란 핵문제를 유엔 안전보장이사회에 회부할 것을 요구하는 결의안을 통과시켰다.
- 서울 세종로에서 "황우석 교수 줄기세포 연구재개"를 요구하며 정해준 씨가 분신자살을 했다.
- 덴마크 윌란스 포스텐 지를 통해 소개된 무함마드 만평에 분노한 시리아의 무슬림 수천 명이 다마스쿠스에 있는 덴마크 대사관 건물에 난입해 불을 질렀다. 무함마드 풍자 만평으로 이슬람권의 반발이 걷잡을 수 없을 정도로 확대되면서 최초로 만평을 그렸던 작가 12명이 24시간 경호를 받는 등 극심한 신변 위협을 느끼고 있다고 영국 일간 더타임스 인터넷판이 보도했다.

## 2006년2월 3일
- 홍해의 사우디아라비아 연안에서 승객 천 4백여 명을 태운 대형 유람선 알 살람 98호가 침몰하여 천여 명이 사망했다.

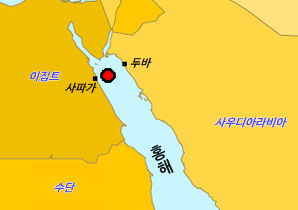
"알 살람 98호"의 침몰 위치

## 2006년2월 2일
- 전당대회를 앞두고 실시된 열린우리당 예비경선에서 이종걸후보가 탈락하고 정동영·김근태 후보 등 8명이 본선에 진출했다.
- 한국과 미국은 미 의사당에서 김현종 통상교섭본부장과 롭 포트먼 미무역대표부(USTR) 대표간 공동 기자회견을 갖고 양국간 자유무역협정(FTA) 협상 공식개시를 발표했다.
- 프랑스 신문 르 몽드지는 표현의 자유를 주장하며 이슬람 창시자 무함마드를 묘사한 만화를 게재했고 사설을 통해 “종교는 반드시 존중돼야 할 사고의 체계이자, 정신과 믿음의 구축물이다. 그러나 종교는 자유롭게 분석, 비판되고 조소의 대상도 될 수 있어야 한다”고 밝혔다.
- K리그의 부천 SK가 제주특별자치도로 연고이전을 하여 제주 유나이티드로 변경됐다.

## 2006년2월 1일
- 원희룡 한나라당 최고위원은 CBS 시사프로 인터뷰에서 2007년 대통령선거에 출마할 수도 있음을 밝혔다.